# American Girl (canción de Bonnie McKee)
«American Girl» —en español: «Chica Americana»— es un sencillo de la cantante estadounidense de música pop y compositora Bonnie McKee. La canción fue escrita por McKee, Josh Abraham, Jon Asher, Oliver Goldstein, Alex Drury y Jacknife Lee Fue producido por Abraham y Goldstein, con producción adicional de Matt Rad y la producción vocal y la ingeniería de Sean Walsh. Fue lanzado el 23 de julio de 2013 para el primer sencillo de su próximo segundo álbum de estudio, que se publicará en la primavera de 2014.

## Lanzamiento
McKee hizo la canción disponible para su descarga gratuita a través de su página web oficial después de los fanes de "le gusta" su página de Facebook. La canción fue lanzada a iTunes en todos los países excepto en el Reino Unido el 23 de julio de 2013, antes de la liberación de McKee del todavía-a-ser-titulado segundo álbum.

## Video musical
El video promocional de sincronización de labios fue lanzado a YouTube el 26 de junio de 2013 para el lanzamiento de la canción. El video muestra a varias celebridades, incluyendo Macklemore, Carly Rae Jepsen, Kiss, Katy Perry, Karmin, y Kesha. El vídeo musical oficial de "American Girl" fue dirigido por Justin Francis, y se estrenó en el canal VEVO de McKee el 22 de julio de 2013 y ha sido visto más de 20 millones de veces. McKee dijo durante su Ustream chat el 1 de julio de 2013 Que el video musical fue inspirada por la película Spring Breakers "Se inspira en Spring Breakers... Nos robamos un coche, ir al centro comercial y otras cosas de América. También bailo mucho." MTV dijo sobre el video: "Bonnie, [con] su fuera de la cadena de color naranja creamsicle el pelo de color, y unos pocos amigos pasar el rato en la acera potable Slurpee (probablemente mezclado con alcohol) al tiempo que los ojos a un hermano guapo. Después de golpear a un 7-Eleven para algunos aperitivos, las chicas se acomodan para un día de billar, con juguetes y toneladas de acción bikini de agua de plástico." Las comparaciones se dibujan entre el video de "American Girl" y "Teenage Dream", McKee que coescribió.

## Posicionamiento en listas
| Listas (2013)                      | Mejor posición |
| ---------------------------------- | -------------- |
| Australia (ARIA)                   | 51             |
| Australia Hitseekers (ARIA)        | 1              |
| Canada CHR/Top 40 (Billboard)      | 44             |
| Canada Hot AC (Billboard)          | 44             |
| Alemania (Media Control AG)        | 82             |
| Nueva Zelanda (Recorded Music NZ)  | 39             |
| Corea (Gaon International Chart)   | 41             |
| Ucrania (FDR)                      | 1              |
| Estados Unidos (Mainstream Top 40) | 24             |
| Estados Unidos (Billboard Hot 100) | 87             |
| US Heatseekers Songs (Billboard)   | 10             |
| Estados Unidos (Adult Top 40)      | 37             |